# Савельева, Галина Михайловна
Гали́на Миха́йловна Саве́льева (23 февраля 1928, Кувака, Пензенская губерния — 29 ноября 2022, Москва) — советский и российский гинеколог, доктор медицинских наук, профессор, вице-президент Российской ассоциации акушеров-гинекологов. Академик АМН СССР (1988; член-корреспондент 1978). РАМН (1991) и РАН (2013). Герой Труда Российской Федерации (2018). Заслуженный деятель науки Российской Федерации (2003). Лауреат Государственной премии СССР (1986) и двух премий Правительства Российской Федерации (2011, 2012).

## Биография
Отец — Танцырев Михаил Кузьмич (1904 г. р.), инженер-нефтяник. Мать — Танцырева Мария Тихоновна (1902 г.р.), педагог. Муж — хирург Виктор Сергеевич Савельев (1928—2013), Герой Социалистического Труда, академик РАН и РАМН.
Окончила 2-й Московский медицинский институт имени Н. И. Пирогова (1946—1951), затем — клиническую ординатуру в Городской клинической больнице № 1 Москвы (1951—1954). Работала там акушером-гинекологом (1954—1960). В 1959 году защитила кандидатскую диссертацию «Течение и ведение родов, осложненных эндометритом».
С 1960 года — преподаватель 2-го Московского медицинского института имени Н. И. Пирогова: ассистент, с 1965 доцент, с 1968 профессор кафедры акушерства и гинекологии лечебного факультета. С 1969 года — заведующая кафедрой акушерства и гинекологии вечернего отделения, с 1971 года — заведующая кафедрой акушерства и гинекологии педиатрического факультета РГМУ (РНИМУ). Вице-президент Российской ассоциации акушеров-гинекологов (с 1991). Создатель и первый заведующий кафедры акушерства и гинекологии факультета фундаментальной медицины МГУ (2000—2017).
Одна из создателей новой клинической дисциплины — перинатологии.
Доктор медицинских наук (1968, диссертация «Дыхательная функция крови плода во время беременности и в родах»), профессор. 7 апреля 1978 года избрана членом-корреспондентом АМН СССР, с 16 декабря 1988 — академик АМН СССР (с 1991 — РАМН), 30 сентября 2013 года стала академиком РАН в рамках реформы государственных академий наук.
Скончалась 29 ноября 2022 года на 95-м году жизни. Похоронена на Троекуровском кладбище (уч. 2а), рядом с супругом.

## Основные работы
Автор 17 монографий, в их числе: «Основы клинической кардиологии плода» (1967), «Дыхательная функция крови плода в акушерской клинике» (1971), «Реанимация новорожденных» (1973), «Реанимация и интенсивная терапия новорожденных» (1981), «Эндоскопия в гинекологии» (1983), «Акушерский стационар» (1984), «Плацентарная недостаточность» (1989), «Гистероскопия» (1999), «Лапароскопия в гинекологии» (1999), а также «Справочника по акушерству и гинекологии» (1996), учебника «Акушерство» (2000) и «Гинекология» (4 издания, последнее в 2018 году). Монография «Эндоскопия в гинекологии» (1983) отмечена премией имени В. С. Груздева.

## Награды, премии, почётные звания

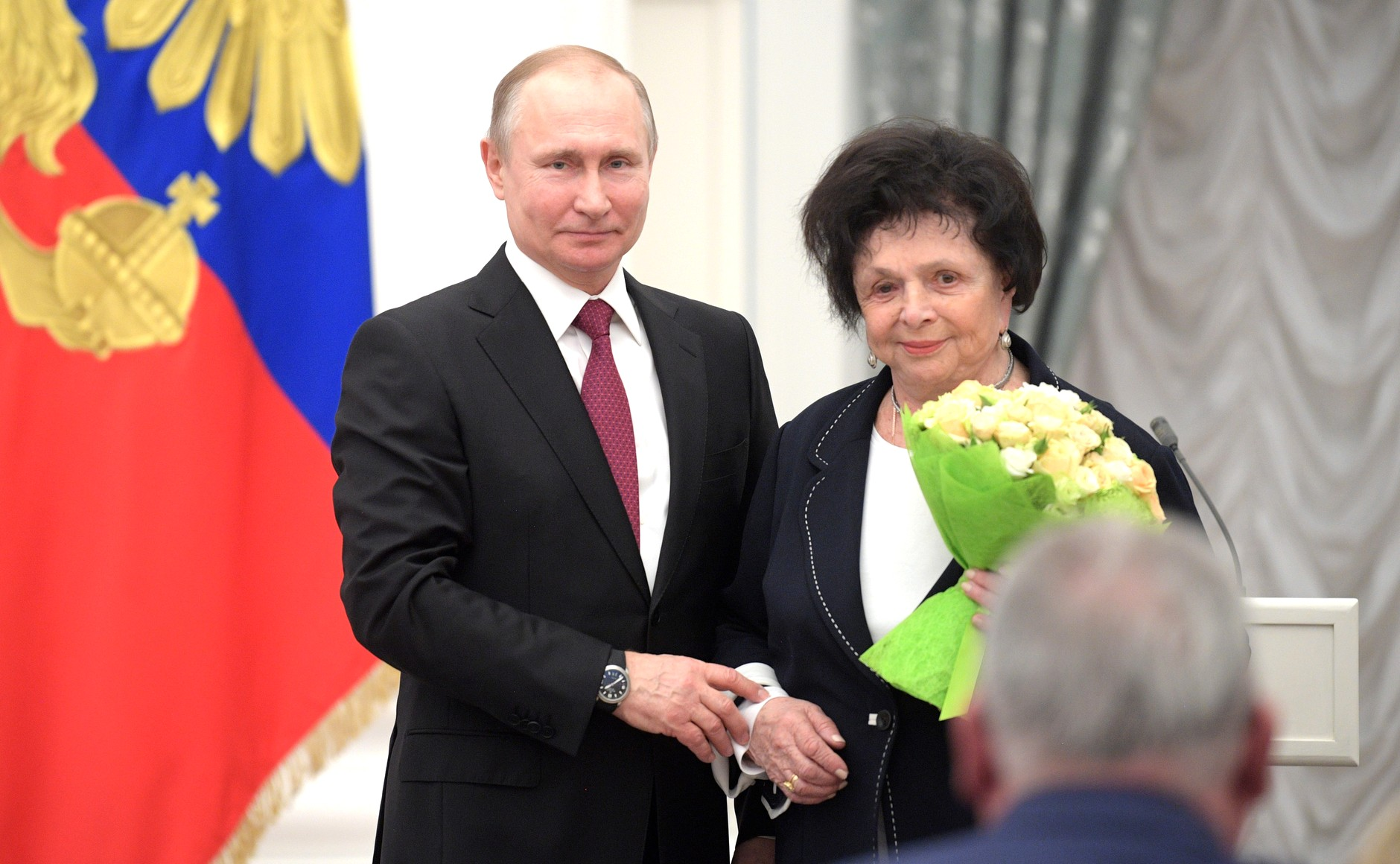
На церемонии вручения Золотой звезды Героя Труда. Москва, Кремль, 25 апреля 2018 года

- Герой Труда Российской Федерации (23 апреля 2018 года) — за особые трудовые заслуги перед государством и народом[4]
- Орден «За заслуги перед Отечеством» IV степени (2 июня 2007 года) — за большой вклад в развитие здравоохранения и многолетнюю добросовестную работу[5]
- Орден Дружбы (27 октября 1996 года) — за заслуги перед государством и многолетний добросовестный труд[6]
- Орден «Знак Почёта» (1976 год)[7].
- Почётное звание «Заслуженный деятель науки Российской Федерации» (9 июня 2003 года) — за заслуги в научной деятельности[8]
- Почётная грамота Правительства Российской Федерации (22 февраля 2003 года) — за большой личный вклад в развитие отечественного здравоохранения и многолетний плодотворный труд[9]
- Премия Правительства Российской Федерации 2010 года в области науки и техники (25 февраля 2011 года) — за разработку и внедрение методов эндоваскулярной хирургии для сохранения и восстановления репродуктивного здоровья женщин[10]
- Премия Правительства Российской Федерации 2001 года в области науки и техники (21 марта 2012 года) — за разработку и внедрение в практику эндоскопических методов в гинекологии[11]
- Государственная премия СССР 1986 года — за цикл работ, посвящённых системе реанимационных мероприятий у новорожденных, родившихся в асфиксии[7]
- Знак отличия «За заслуги перед Москвой» (Москва, 20 февраля 2018 года) — за заслуги в области здравоохранения, большой личный вклад в развитие науки и многолетнюю плодотворную деятельность на благо города Москвы и москвичей[12]
- Премия Мэрии Москвы в области медицины за 2000 год (Москва, 4 июня 2001 года) — за научно-исследовательскую работу «Пути снижения перинатальной заболеваемости и смертности за счёт оптимизации ведения беременности и родов»[13]
- Серебряная медаль ВДНХ (1969 год)[7]
- Премия им. В. С. Груздева (1986 год)[7]
- Премия им. В. Ф. Снегирева (1994 год)[7]
- Медаль «За заслуги перед отечественным здравоохранением» (2003 год)[7]
- Премия фестиваля в области здравоохранения «Формула жизни» (номинация «Честь и достоинство», 2012 год)[7]
- Lifeteme achievement award from the World Association of Perinatal Medicine (2014 год)[7]
- Lifetime achievement award from International Society of the Fetus as a Patient (2014 год)[7]
- Lifetime achievement award from the Ian Donald Inter-University School of Ultrasound (2014 год)[7]
- Почётный профессор Dubrovnik International University School of Ultrasound (2014 год)[7]
- Премия «Репродуктивное завтра России — 2015» (номинации «Несущие свет») — за выдающиеся достижения в сфере укрепления репродуктивного потенциала страны[14]
- Медаль «За лікарьску честь» за плідну працю та вклад в розвиток лікарского співтовариства (2015 год)[7]
- Награда Европейской Научно-Промышленной палаты за выдающиеся профессиональные заслуги (2016 год)[7]
- 10 октября 2024 года на территории городской клинической больницы № 31 в Москве был установлен памятник Савельевой.